# Đại học Jagiellonia
Trường Đại học Jagiellonia (tiếng Ba Lan: Uniwersytet Jagielloński, viết tắt UJ; tên lịch sử tiếng Latin: Studium Generale, Đại học Krakow, Học viện Kraków, Trường chính hoàng gia, trường chính Kraków) được Kazimierz III Đại đế thành lập năm 1364 tại Kraków. Đây là trường đại học lâu đời nhất ở Ba Lan, lâu đời thứ hai tại Trung Âu và một trong những trường đại học lâu đời nhất trên thế giới.
Trong năm 1817 nó được đổi tên thành Đại học Jagiellonia để tưởng niệm nhà Jagiellonia của Ba Lan, vốn đã hồi sinh của trường Đại học Krakow sau khi nó đã lâm khi thời kỳ khó khăn. Theo xếp hạng năm 2006 của The Times Higher Education Supplement, trường Jagiellonia là trường đại học hàng đầu Ba Lan.